# 基夫霍伊瑟山
基夫霍伊瑟山（德語：Kyffhäuser，發音：[ˈkɪfˌhɔʏzɐ] ⓘ；亦作）是德国中部的山脉，位于哈茨山东南部，主体位于图林根州基夫霍伊瑟县，北缘略微延伸至萨克森-安哈尔特州曼斯费尔德-南哈茨县，最高点为库尔彭山，海拔473.6米。当地有中世纪的基夫豪森帝国城堡和19世纪的基夫霍伊瑟纪念碑。